# Хигелак
Хи́гелак (Хлохилаих; др.-англ. Hygelāc, др.-сканд. Hugleikr, протогерм. Hugilaikaz, лат. Chlochilaicus; около 475 — между 512 и 528) — король гётов в первой трети VI века; один из персонажей поэмы «Беовульф», дядя её главного героя; единственный известный реально существовавший персонаж поэмы, благодаря которому некоторые исследователи считают часть описанных в «Беовульфе» событий действительно происходившими.

## Биография

### Средневековые источники
Хигелак известен из нескольких раннесредневековых исторических источников: древнеанглийской поэмы «Беовульф», «Истории франков» Григория Турского, «Книги истории франков» и «Книги чудовищ» (лат. Liber Monstrirum), а также из нескольких других средневековых сочинений.
В «Беовульфе» Хигелак назван жившим в Хеороте королём гаутов, современными историками отождествляемых с гётами. Сведения о гётах в «Беовульфе» очень кратки. Поэтому предполагается, что о них слушателям поэмы должно было уже хорошо известно, возможно, из других, не сохранившихся до нашего времени сказаний. Из ближайших родственников Хигелака упоминаются его дед Свертинг, отец Хредель, старшие братья Херебальд и Хадкюн и неназванная по имени сестра, ставшая женой Эггтеова и матерью Беовульфа. Согласно поэме, второй женой Хигелака была Хюгд, а детьми — сын (от брака с Хюгд) Хардред и неизвестная по имени дочь от первого брака, вышедшая замуж за Эовора.
В «Беовульфе» сообщается, что во времена «великого Хигелака» гёты воевали со свеями. Возглавляемые королём Хадкюном гёты совершили поход во владения Онгентеова, разграбили королевскую резиденцию, овладели казной и пленили супругу правителя свеев. Однако затем воинское счастье изменило гётам и они потерпели от свеев поражение вблизи Хрефнесхольта (возможно, около современного Равенсвуда). В этом сражении Хадкюн погиб, а оставшиеся гёты укрылись в Вороньей роще. Хигелак прибыл сюда со своими воинами на день позже и не смог помочь брату, но он разбил свеев в новом сражении и спас воинов Хадкюна. Нашедшие убежище в своём городище свеи были атакованы войском Хигелака и в произошедшей битве Эовор и его брат Вульф убили Онгентеова. После возвращения на родину Хигелак, получивший после победы над свеями прозвище «Победитель Онгентеова», стал править гётами.
Через какое-то время Хигелак погиб во время похода на фризов, сражаясь с хетварами и хугами. Согласно «Беовульфу», после захвата огромной добычи бо́льшая часть гётов отправилась в обратный путь. Однако их вождь с небольшим числом воинов задержался на берегу. Здесь он был неожиданно атакован превосходившим по численности войском хугов и погиб в схватке со знаменосцем Дагхревном. В последовавшем затем морском сражении победу также одержали враги гётов. В поэме утверждается, что из всего войска Хигелака на родину возвратился только Беовульф, вплавь достигший владений гётов. Победителям гётов достались доспехи и украшения Хигелака. Тело вождя гётов было похоронено на одном из островов вблизи побережья Фризии. Повествование о походе завершается следующими словами: «Нам [гётам] с тех пор никогда Меровинги не платили добром». В качестве мести за гибель дяди Беовульф совершил новый поход на фризов, лично убил Дагхревна и с большой добычей возвратился на родину. Преемником Хигелака стал его сын Хардред, но он вскоре погиб в сражении на озере Венерн, и по предложению восхищённых доблестью Беовульфа гётов их новым правителем стал главный герой поэмы.
Гибель Хигелака описана и в «Истории франков» Григория Турского, где он назван вождём данов Хлохилаихом. Согласно этому автору, когда даны высадились на побережье Фризии, они разбрелись для грабежа близлежавших селений, так что у кораблей остался только небольшой отряд воинов во главе со своим вождём. Именно тогда франки под командованием Теодеберта, сына короля Теодориха I, атаковали данов, разбив тех сначала в сухопутном, а затем и в морском сражениях. Хлохилаих пал на поле боя, а его оставшиеся в живых воины в большой поспешности, даже не забрав своих павших, возвратились на родину. Бо́льшая часть захваченной данами добычи досталась их победителям.
Эти же события описываются и в созданных в VIII веке «Книге истории франков» и «Книге чудовищ». В одной из рукописей первого из трудов предводитель врагов франков назван королём готов (лат. rege Gotorum), во втором труде — гетов (лат. rex Getarum). В «Книге истории франков» местом гибели Хигелака названы земли живших на Рейне хаттуариев (лат. paygo Attoarios). В то время как сам король всё ещё оставался на берегу, бо́льшая часть его воинов с награбленным имуществом и пленниками погрузилась на корабли и отплыла на родину. В это время франки, под властью которых были хаттуарии, неожиданно напали на лагерь гётов и убили их правителя. В трудах других франкских авторов, использовавших в работе «Историю франков» Григория Турского, иных подробностей о вторжении данов нет. В «Книге чудовищ» сообщается, что Хугалак, человек столь высокого роста, что когда «ему не исполнилось двенадцати, а под ним уже сгибалась лошадь», совершил набег на владения франков и был теми убит. Находившиеся на одном из островов вблизи устья Рейна останки Хугалака так и не были похоронены, и ещё многие годы их показывали как диковинку из-за большого размера.
Некоторые историки также отождествляют Хигелака с другими персонами, имевшими похожее имя: королём свеев Хуглейком из «Саги об Инглингах» Снорри Стурлусона и королём данов Хуглетом и его гибернским тёзкой из «Деяний данов» Саксона Грамматика. Однако из них первый и третий описываются как антагонисты данов, в то время как второй назван одним из ранних датских правителей. Также в источниках ничего не сообщается о гибели этих монархов в сражениях с франками или фризами. Более того, в труде Снорри Стурлусона местом гибели Хуглейка названа местность, находившаяся в современном шведском Фирисвеллире. На этих основаниях тождественность Хигелака и упоминаемых Снорри Стурлусоном и Саксоном Грамматиком персон подвергается серьёзному сомнению. В то же время не исключается заимствование средневековыми датскими историками содержавшихся в «Беовульфе» сведений: например, почти дословное совпадение описаний битв королей Онгентеова с Хадкюном и Хако с Хуглетом из Гибернии.

### Современные исследования
Тождественность Хигелака «Беовульфа» и Хлохилаиха «Истории франков» впервые была установлена в 1817 году Н. Грундтвигом. Благодаря этому можно приблизительно датировать описанные в поэме «Беовульф» события. Схожесть описания гибели Хигелака в труде франкского историка и в древнеанглийской поэме свидетельствует о том, что некоторые персонажи «Беовульфа» не являются исключительно литературными героями и связанные с ними события действительно происходили. Предполагается, что такие подробности могли сохраняться благодаря устному творчеству: возможно, они присутствовали в несохранившихся до нашего времени сказаниях англосаксов, использованных анонимным автором (или авторами) «Беовульфа». О других правителях гётов, кроме упоминаемых в «Беовульфе», ничего не известно: возможно, впоследствии этот народ слился с данами и благодаря этому информация о Хигелаке могла попасть в сочинения Снорри Стурлусона и Саксона Грамматика. Также не исключается возможность заимствования информации средневековыми скандинавскими историками непосредственно из «Беовульфа».
Однако существуют и скептические точки зрения на историчность свидетельств «Беовульфа», основанные на возможности заимствования части описанных там событий из источников франкского происхождения (например, из «Книги истории франков»). Такая возможность гипотетически существует, так как единственная известная рукопись поэмы датируется X веком, а само её составление — возможно, VIII веком. В качестве аргумента, подтверждающего возможность использования автором поэмы данных из «Книги истории франков», приводится упоминание в этих источниках хаттуариев (в поэме — хетваров), что вряд ли могло произойти при устной передаче поэмы. По мнению же В. Гоффарта, поэма «Беовульф» не могла быть создана ранее 923 года. Согласно другому мнению, было обратное заимствование: автору «Книги истории франков» были известны англосаксонские сказания о гётах, откуда он почерпнул данные о месте гибели Хигелака, отсутствующие у Григория Турского.
Хотя никаких точных дат в сообщающих о Хигелаке средневековых источниках нет, современные историки предполагают, что он мог родиться приблизительно в 475 году, а получить власть над гётами приблизительно в 510 году. По свидетельству Григория Турского, Хигелак погиб при правившем в 511—534 годах франкском короле Теодорихе I. На основании композиции «Истории франков» были сделаны предположения, что сражение между войсками Хигелака и Теодеберта могло произойти, по разным данным, приблизительно в 512, 515, 520, 521 или 528 году. Место гибели Хигелака, вероятно, находилось вблизи устья Рейна, куда флот гётов прибыл, плывя вдоль побережья Северного моря. Существовавший здесь Атоариарский паг (лат. pagus Athoariorum), в том числе, упоминается во франкских анналах в 715 году.
Вторжение гётов Хигелака во Фризию считается первым известным походом скандинавов в континентальную Европу и, таким образом, предвестником викингской эпохи. Среди современных историков наиболее распространено мнение, что поход гётов на фризов был грабительским набегом. Однако существует также предположение, что Хигелак действовал как союзник враждовавшего с франками короля остготов Теодориха Великого. О дипломатических контактах между остготами и жителями Северной Европы сообщается в трудах Кассиодора, Иордана и Прокопия Кесарийского.
Предполагается, что гаутами поэмы «Беовульф» могли быть не гёты, а юты, так как Хигелак упоминается во франкских источниках как король данов. В пользу этого же свидетельствуют данные и об осуществлённом около 565 или 574 года ещё одном набеге на приморские владения Меровингов. По сообщению Венанция Фортуната, тогда флот данов, ютов и саксов потерпел поражение во Фризии. По мнению Х. Хальбертсмы, победителями Хигелака надо скорее всего признать фризов, а не франков, так как у автора «Беовульфа», в отличие от Григория Турского и автора «Книги истории франков», не было необходимости превозносить деяния своих соплеменников. В пользу активного участия в отражении нападения войска Хигелака и каких-то нефранкских сил также свидетельствует упоминание о произошедшем тогда морском сражении. Так как ещё в начале правления Хлодвига I (при осаде Парижа) франки не имели пригодных для военных действий судов, вероятно, что такие корабли были им предоставлены их союзниками, которыми и могли быть фризы.
Хигелак описан в «Беовульфе» как храбрый и воинственный король, которому, однако, не хватает дальновидности и сообразительности. По мнению автора поэмы, из-за этого Хигелака нельзя считать идеальным правителем.
Имя Хигелака состоит из двух частей: «hyge» (древнеанглийское «мысли, сердце или душа») и «lac» (древнеанглийское «игра, борьба или замешательство»). Последняя часть имени также созвучна древнеанглийскому слову «læc» («отсутствие»). Таким образом, дословный перевод имени Хигелака может означать «Бездушный». На этом основании предполагается, что Хигелак — это не личное имя правителя гётов, а его прозвище, так как оно является описательным по отношению к характеру Хигелака, каким он представлен в «Беовульфе».
Предполагается, что город Холлингштедт (др.-англ. Huglæstadth) мог получить название в память о короле Хигелаке. Однако такое мнение недостаточно обоснованно и потому маловероятно.

## Комментарии
1. ↑  Современные историки отождествляют хетваров «Беовульфа» с жившими в устьи Рейна[нидерл.] хаттуариями. Кто такие хуги, точно не известно[5]: возможно под этим названием имеются ввиду франки[11][13].